# Oldřich Hamera
Oldřich Hamera (3. března 1944 Úvaly – 15. listopadu 2021) byl český grafik, malíř, ilustrátor, tiskař, typograf, vydavatel a restaurátor.

## Život
Hamera celý život kreslil živé organismy i otisky zkamenělých živočichů a původně se chtěl stát přírodovědcem. Pro svůj rodinný původ nemohl studovat a nakonec se vyučil strojním zámečníkem a opravářem strojů, ale jeho zájem o umění a vědní obory jako paleontologie, mineralogie nebo lékařství přetrval.
Po absolvování základní vojenské služby pracoval od roku 1964 ve státním podniku ČKD Trakce v Praze. Zde se setkal s Vladimírem Merhautem, Josefem Hamplem a také s Vladimírem Boudníkem, který mu ukázal grafické techniky a věnoval Hamerovi tiskařský lis. Ve stejném roce poznal Bohumila Hrabala a společnost neoficiálních a polooficiálních umělců, teoretiků a spisovatelů šedesátých let. Hrabal seznámil Hameru s Jiřím Kolářem, teoretiky Josefem Zumrem, Radko Pytlíkem, Františkem Šmejkalem nebo Antonínem Hartmannem.
Kvůli protestům proti vpádu vojsk Varšavské smlouvy do Československa v roce 1968 byl nucen opustit ČKD a nastoupil na místo technického redaktora v Československém středisku výstavby a architektury na Václavském náměstí v Praze. Kvůli svým politickým postojům však musel místo brzy opustit a stal se vozičem papíru. V roce 1973 se vyučil ve Středočeských tiskárnách tiskařem maloofsetových strojů a začal pracovat v Československém středisku výstavby a architektury jako barvotiskař. Z politických důvodů však musel odejít do příprav, kde postupně zastával pozice kopisty, fotografa, knihaře nebo nádvorního dělníka. V osmdesátých letech se ještě jednou na krátkou dobu vrátil na pracovní místo tiskaře, ale opět z něj musel v rámci podniku přejít do oddělení katalogových listů pro výstavbu jako technický redaktor a grafik. Jako kreslíř spolupracoval v 70. letech s katedrou parazitologie na Přírodovědecké fakultě v Praze.
Koncem 70. let byl demolován dům, kde Hamera bydlel a měl ateliér. Zároveň prošlo krizí jeho manželství a skončilo rozvodem. Hamera se nadále věnoval malbě a kresbě a obnovil Boudníkovo samizdatové nakladatelství Explosionalismus, kde vedle textů Hrabalových, Klímových a bibliofilií věnovaných především Vladimíru Boudníkovi vydal Intimní deník Karla Hynka Máchy, za nějž dostal v roce 1971 Cenu Jiřího Koláře za literaturu.
Po roce 1989 odešel do Liberce, kde začal pracovat jako nezávislý umělec pro Skloexport a další firmy. V polovině devadesátých let se znovu vrátil do Prahy. Věnoval se užité grafice, knižní ilustraci a přednáškové činnosti. Účinkoval v dokumentárních a populárně naučných filmech a podílel se na rozhlasových vysíláních. V prosinci roku 2012 prodělal transplantaci jater. Postupně se vracel k malbě, kresbě a grafice.

## Dílo
V 60. letech, kdy od Vladimíra Boudníka získal tiskařské zařízení, zkoušel zprvu jeho techniky aktivní a strukturální grafiky a snažil se o vlastní osobitý přínos a různé modifikace přípravy matric. Od vlivu svého učitele se Hamera začal záhy odpoutávat ve svých monotypech s cykly na téma vesmír, vodní světy anebo zrod hmoty. Později vyvinul vlastní originální techniku vrstveného monotypu, kde postupným snímáním otisků odkrývá různé barevné vrstvy nanesené předtím na matrici.

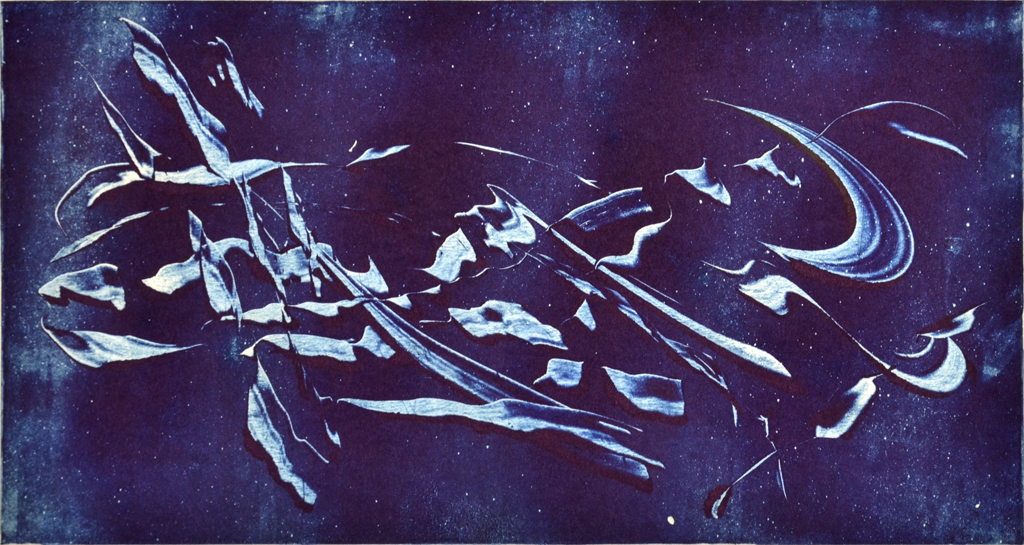
Vesmír, monotyp, 1965
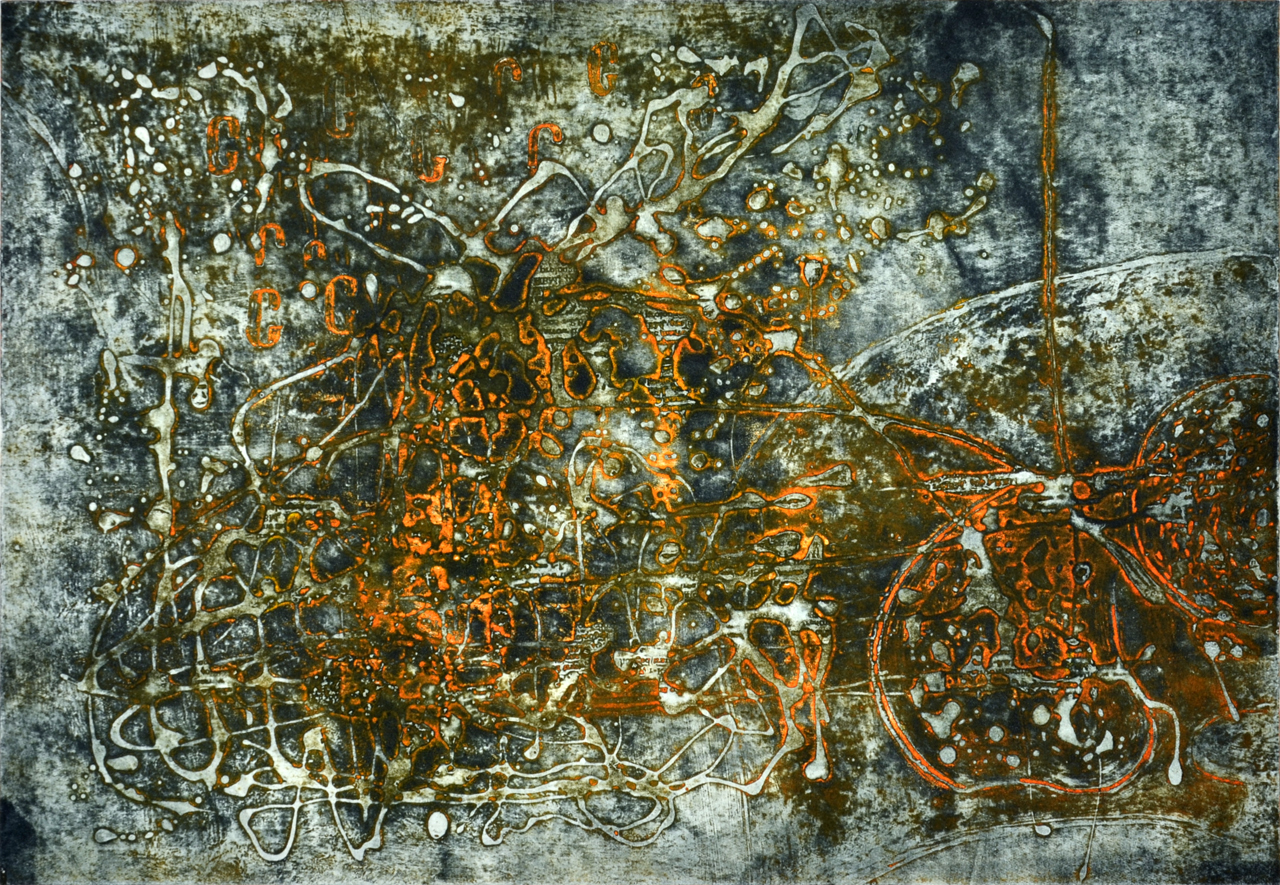
Bergamia praecedens, strukturální monotyp, 1966
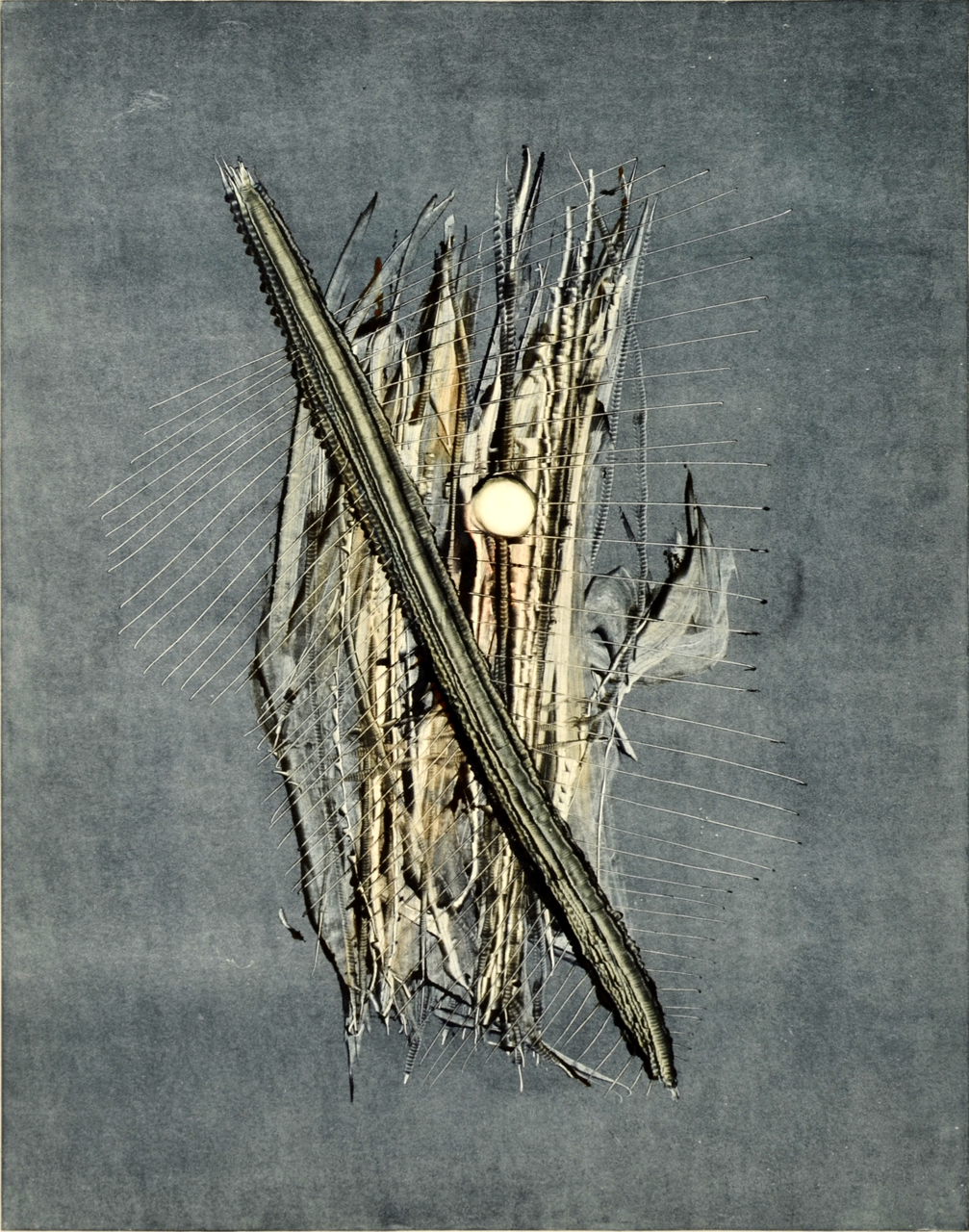
Bez názvu, monotyp, 1971
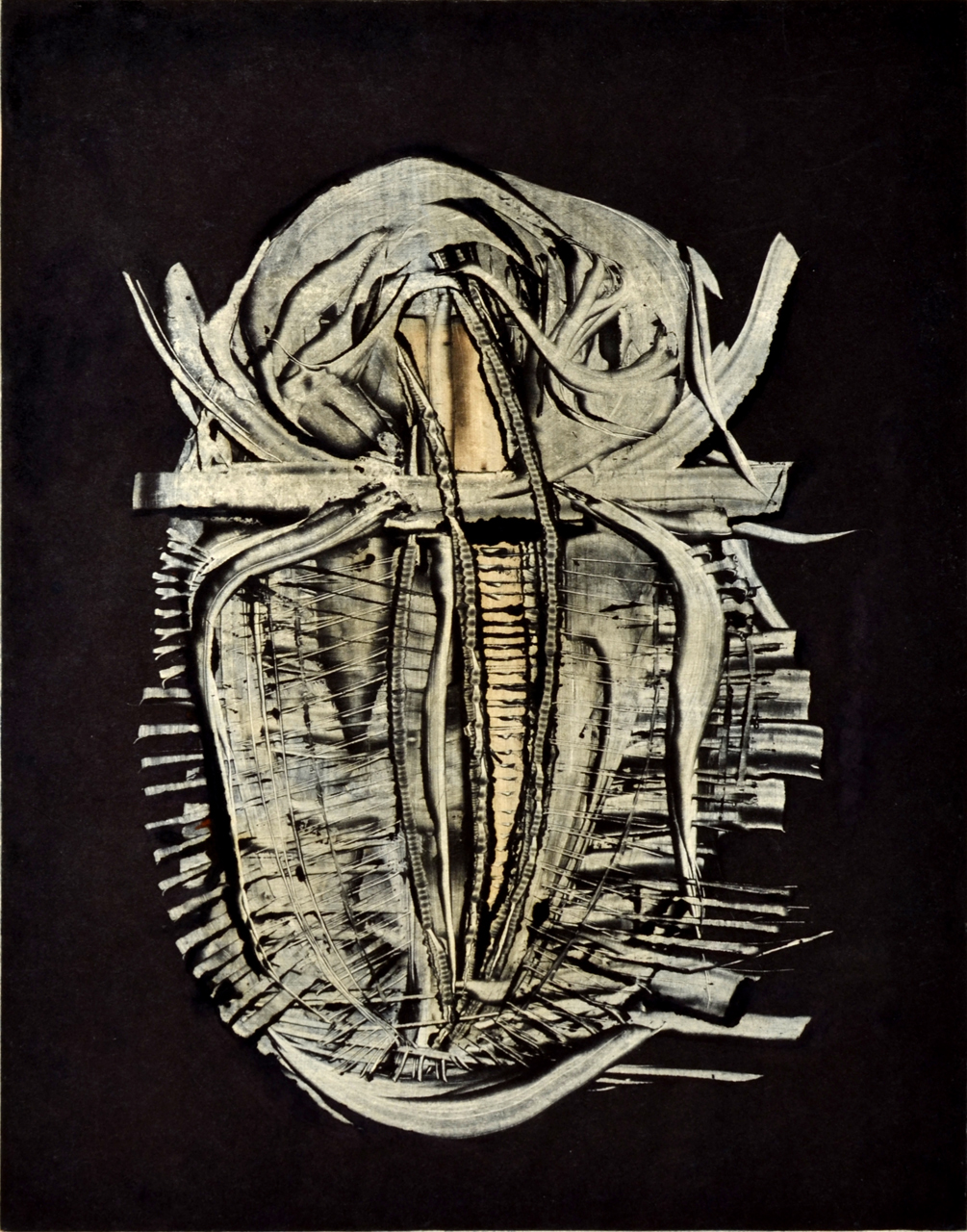
Jedinec, monotyp, 1972
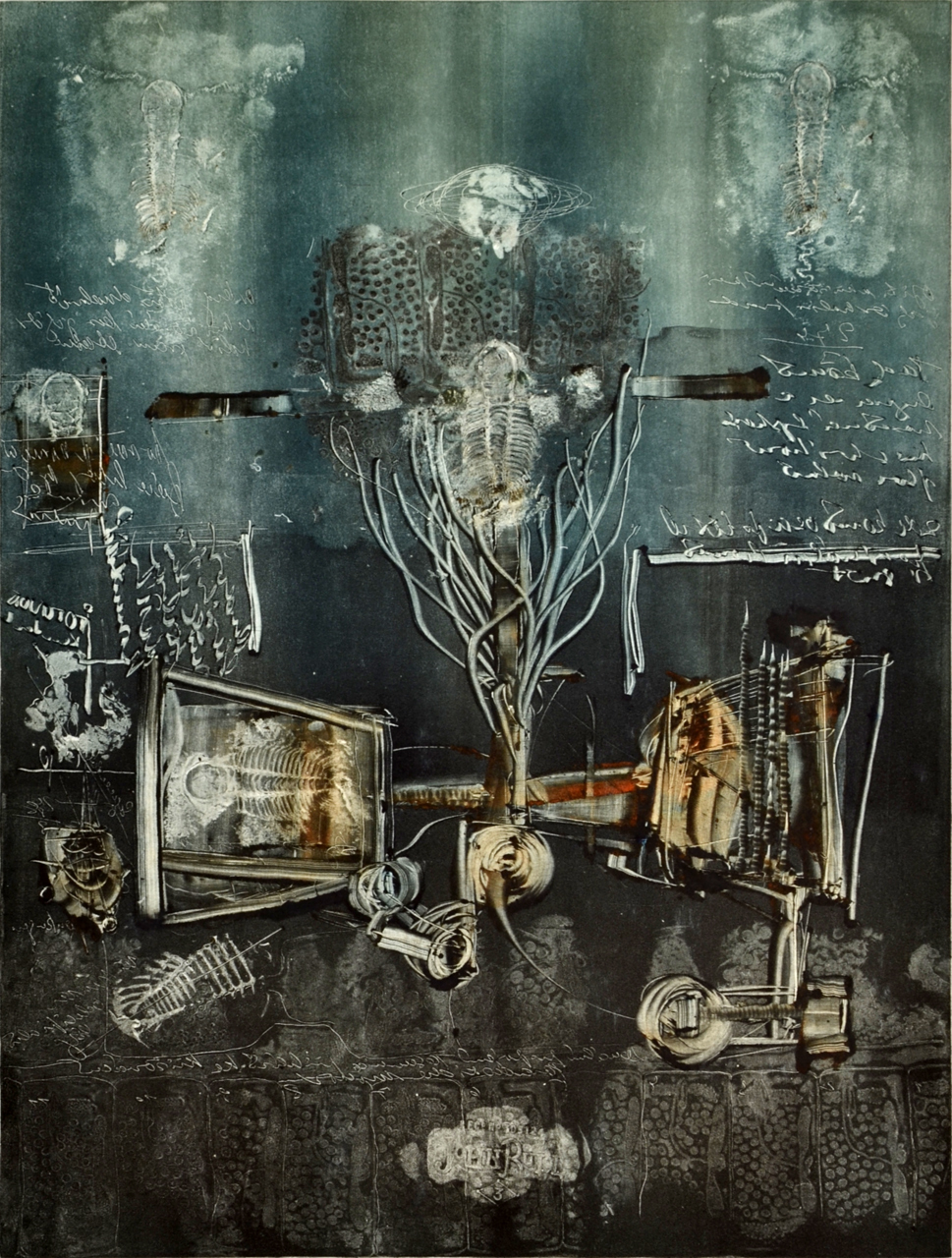
Ukřižovaný, monotyp, 1972

Hamerova technika aktivního leptu pracuje s nízkým reliéfem, který je vytvořen naleptáním kovové desky. Na ni jsou postupně naváleny barevné vrstvy, které umělec zpětně snímá stejně jako při práci s monotypem.
V 70. letech Hamera využil čerstvé zkušenosti ilustrátora vědeckých publikací a ve svých monotypech odkazuje k bizarním živým organismům (cyklus „Tasemnice a kosmologie“) a zejména k vizuálně atraktivním paleontologickým nálezům jako trilobiti a amoniti.
Od poloviny sedmdesátých let se věnoval také restaurování významných památek České republiky (Staroměstská radnice v Praze, zámek Lemberk). Na konci sedmdesátých let dokončil grafický návrh řešení domu mistra Jana Husa v Kostnici, ale nesměl samotný památník navštívit.
K přírodovědným tématům se vrátil v 90. letech, kdy kolážoval své grafiky obrázky z vědeckých publikací. Často se jednalo o autokoláže s využitím jeho vlastních starších vědeckých ilustrací trilobitů, graptolitů, orthocerů nebo amonitů. Barevnost Hamerových grafik je tlumená a respektuje odstíny přírodních materiálů jako jsou oxidované minerály, otisky zkamenělin a půdní barviva.
Po roce 2000 se pracemi z cyklu „Kohouti“, kde využil matric nepravidelného tvaru, opět vrátil k technice aktivní grafiky (Nakopnutý kohout, 2002). Opětovně se zabýval také strukturálními monotypy. V roce 2010 vyšlo vydání Máchova Máje ilustrované monotypy Oldřicha Hamery.
Hamerovy derealizace využívají jako výchozí materiál například paleontologické tabule silurského systému Joachima Barranda s přetiskem jeho vlastními matricemi strukturálních grafik (Derealizace Barrandienu). Obdobného účinku dosáhl derealizací hudebních partitur nebo zeměpisných atlasů.
V posledních kolážích z roku 2014 se objevili Vladimír Boudník a Bohumil Hrabal, na které Hamera s odstupem let vzpomínal u příležitosti jejich životních jubileí. Každého z nich Hamera znázornil v jeho vlastním světě, Hrabala jako pábitele vypravujícího neuvěřitelné příběhy, Boudníka jako tvůrce originálních grafických listů.

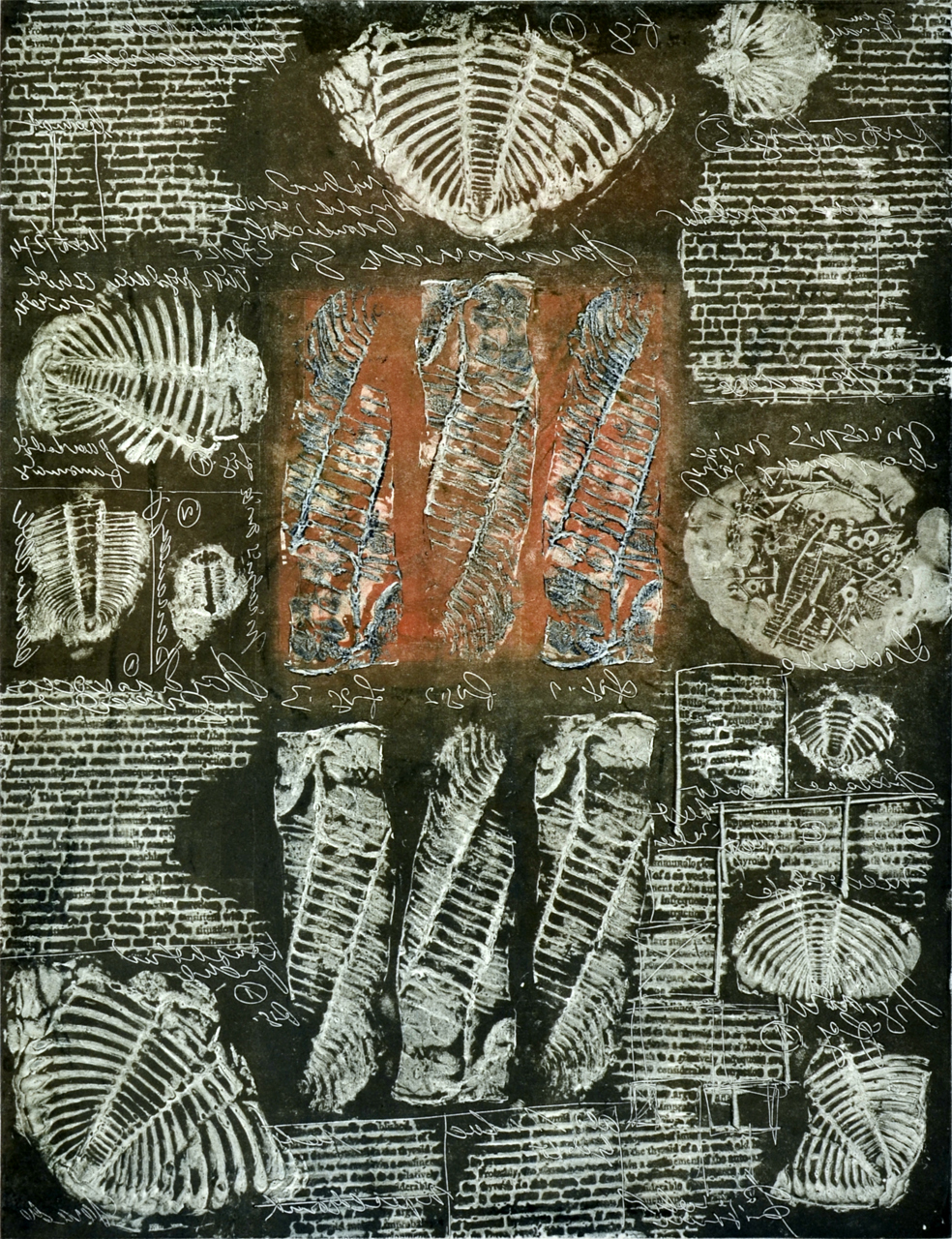
Sbírka konfrontace, monotyp, 1985
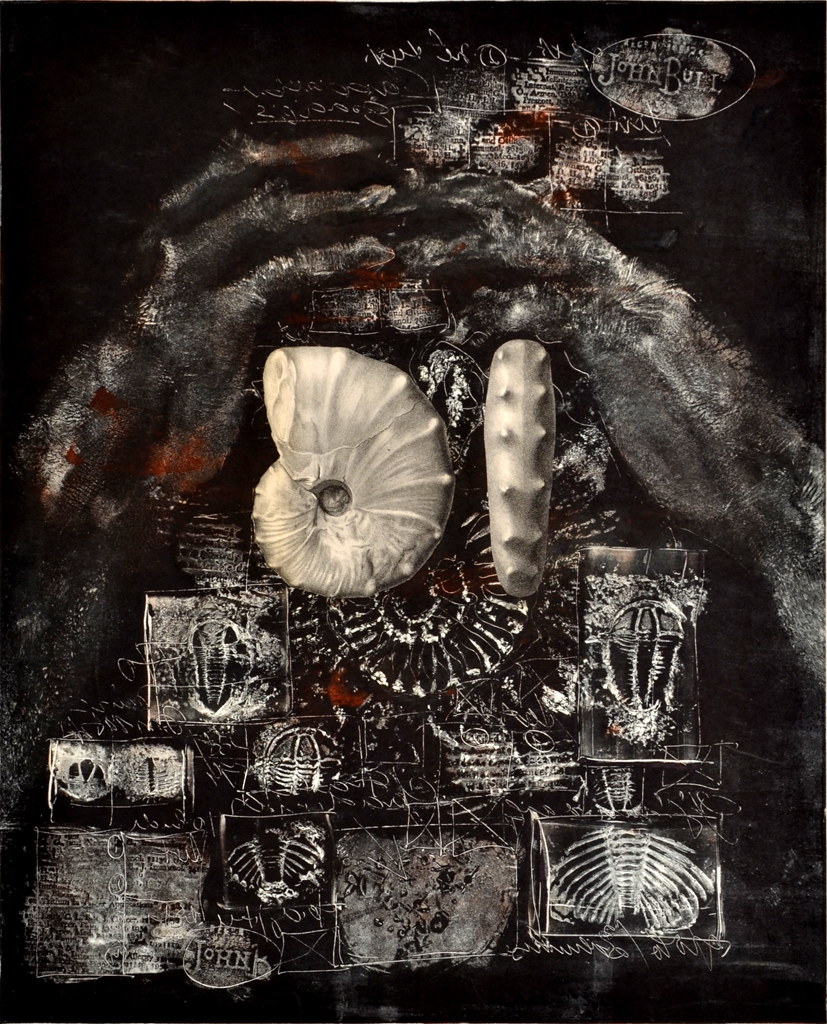
Bez názvu, monotyp, koláž, 39x32 cm, 1998
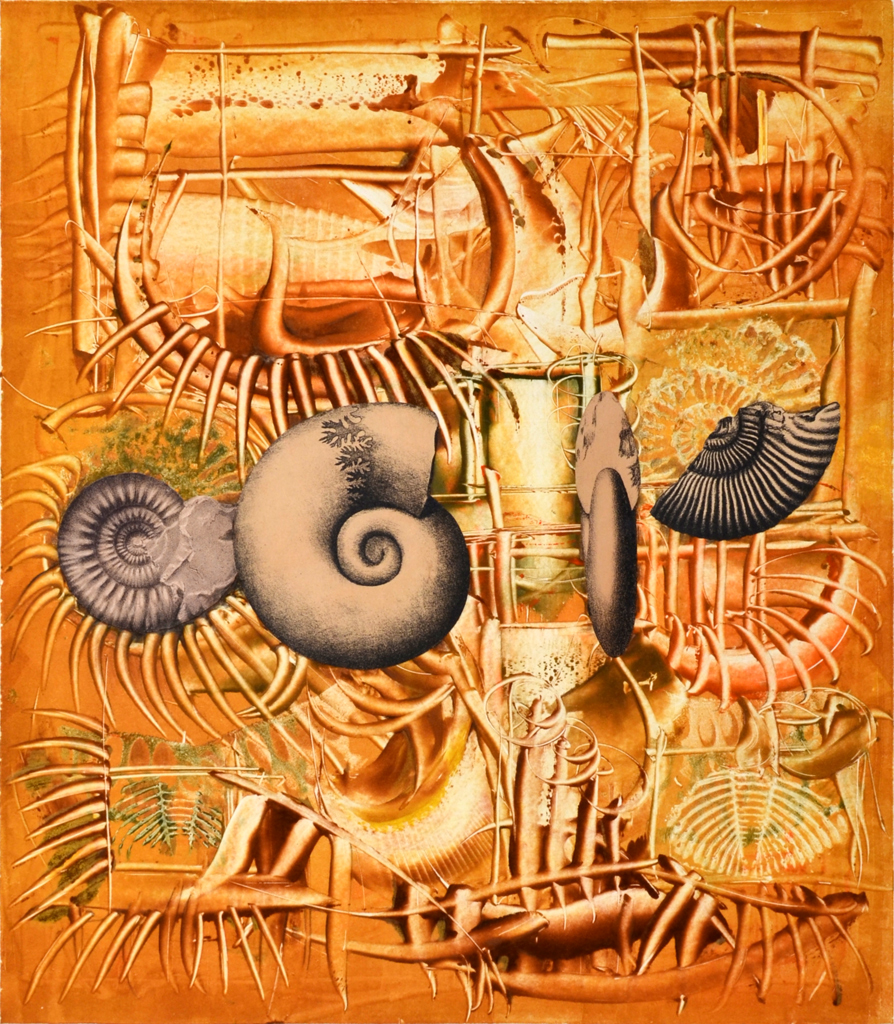
Bez názvu, monotyp a autokoláž, 2002
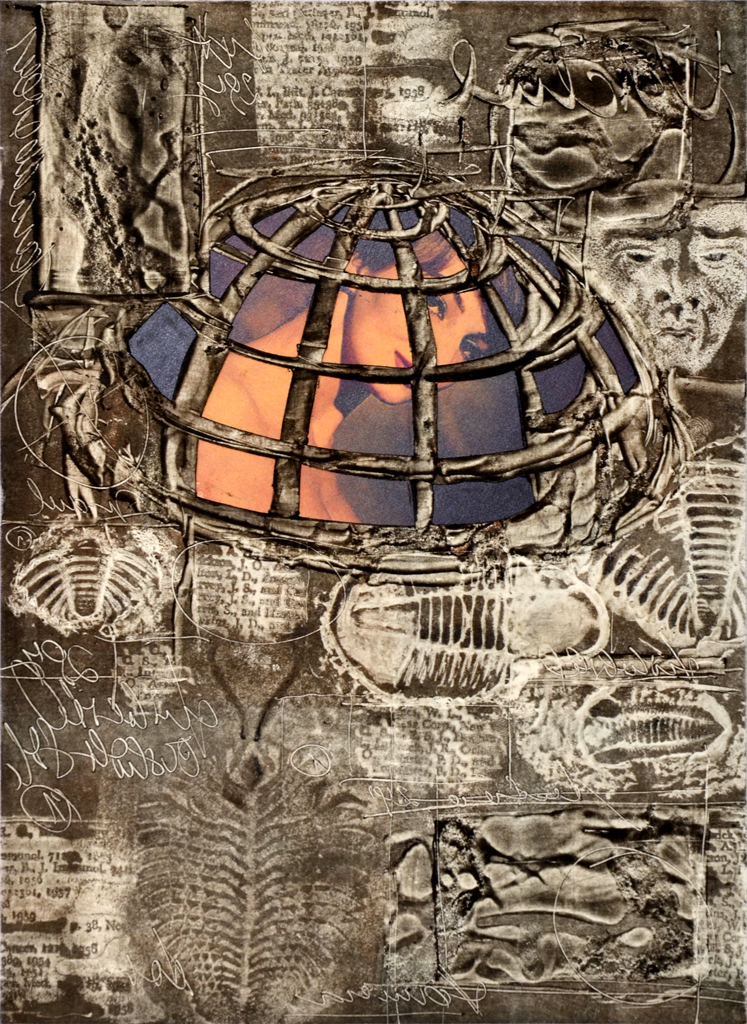
Madona, aktivní lept, koláž, 2002
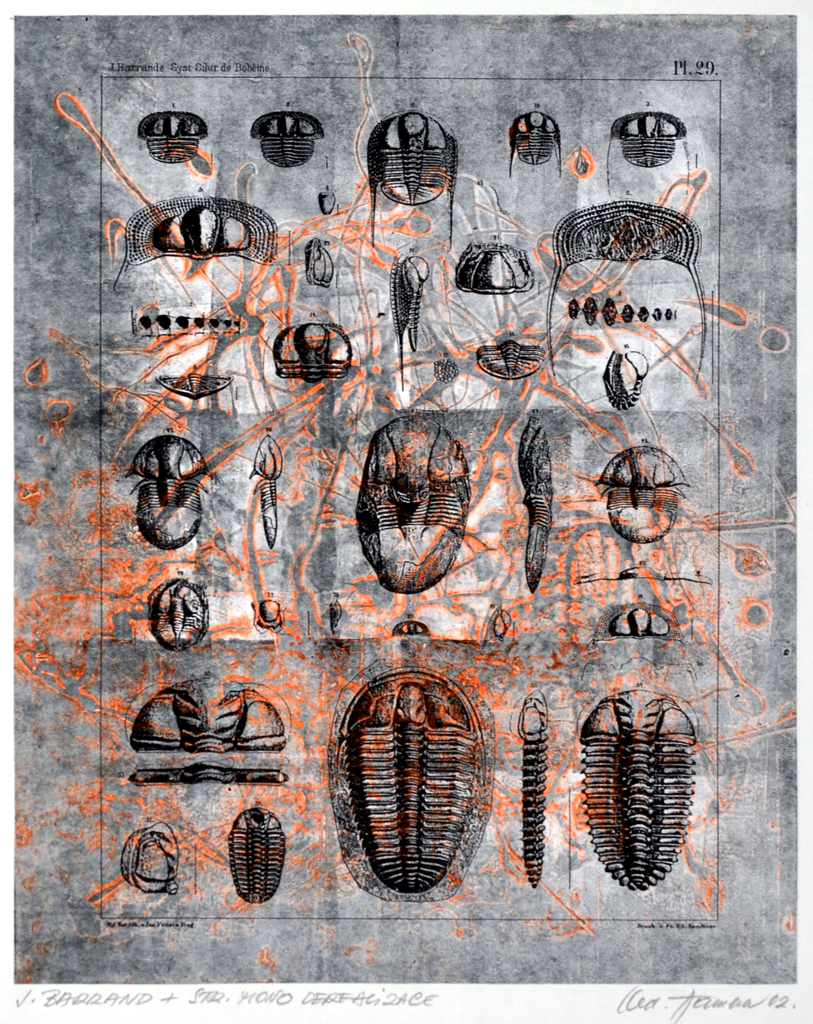
Derealizace Barrandienu, strukturální monotyp, 2002
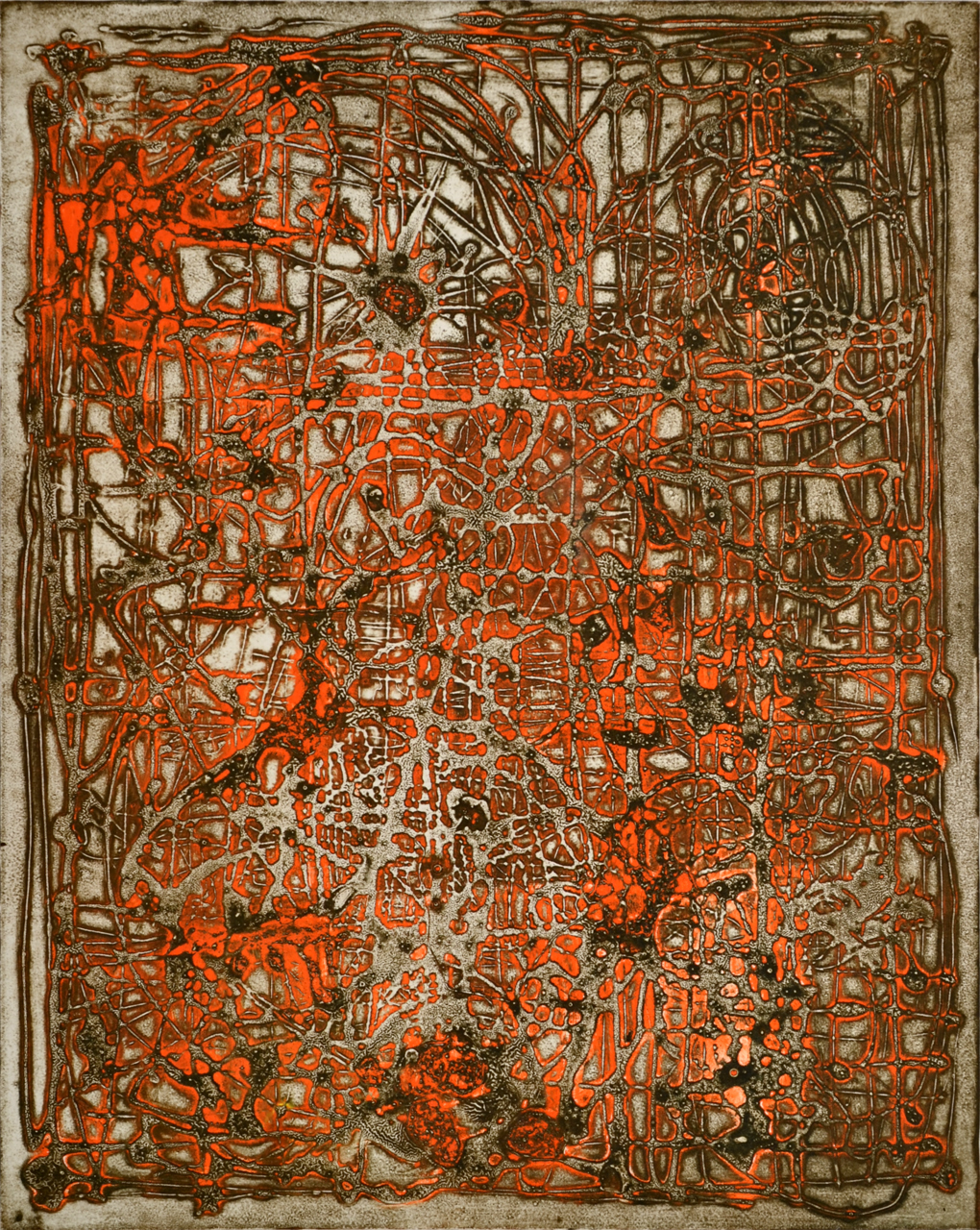
Bez názvu, strukturální monotyp, 2007
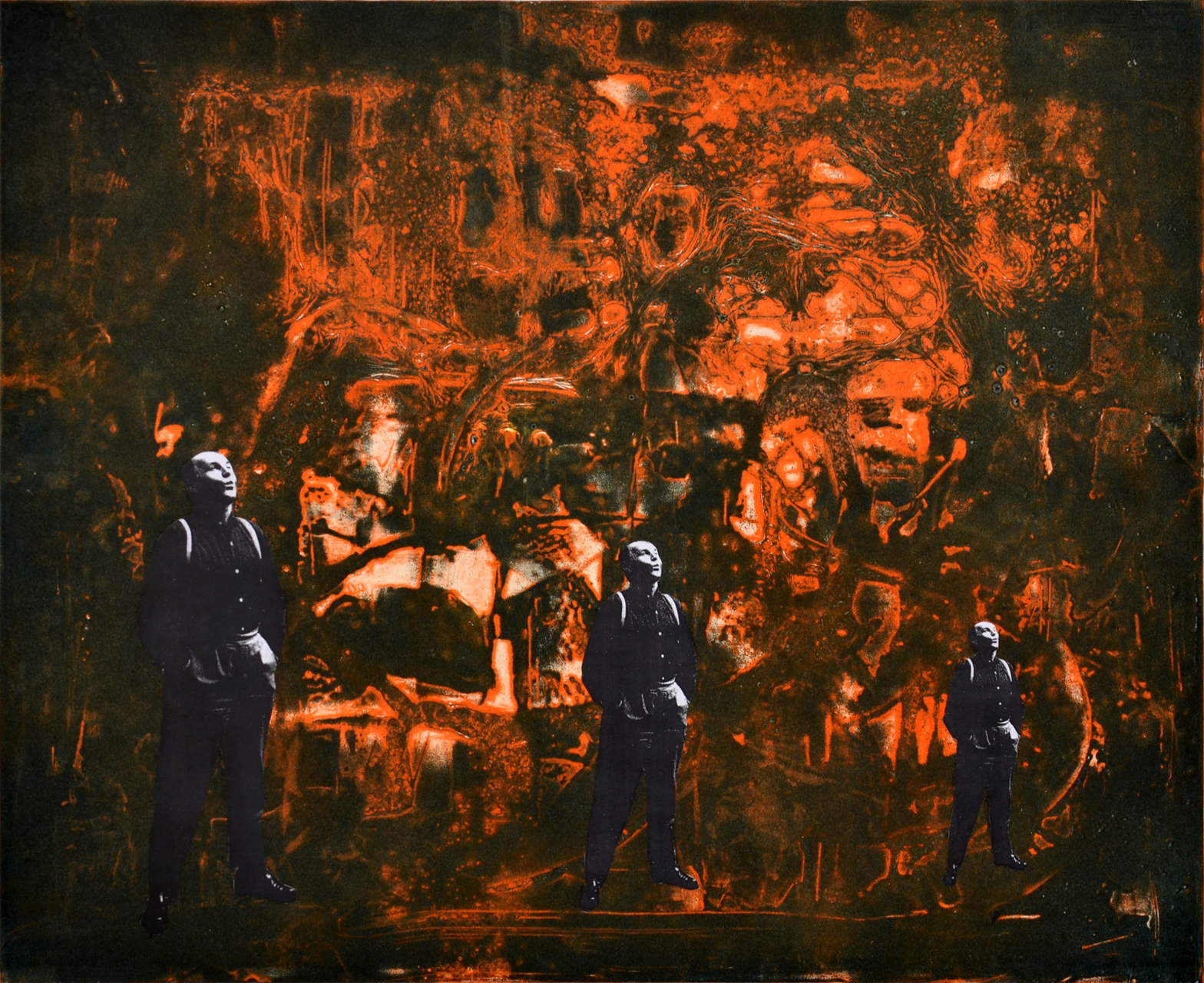
Krásná Poldi, strukturální monotyp a koláž, 2013
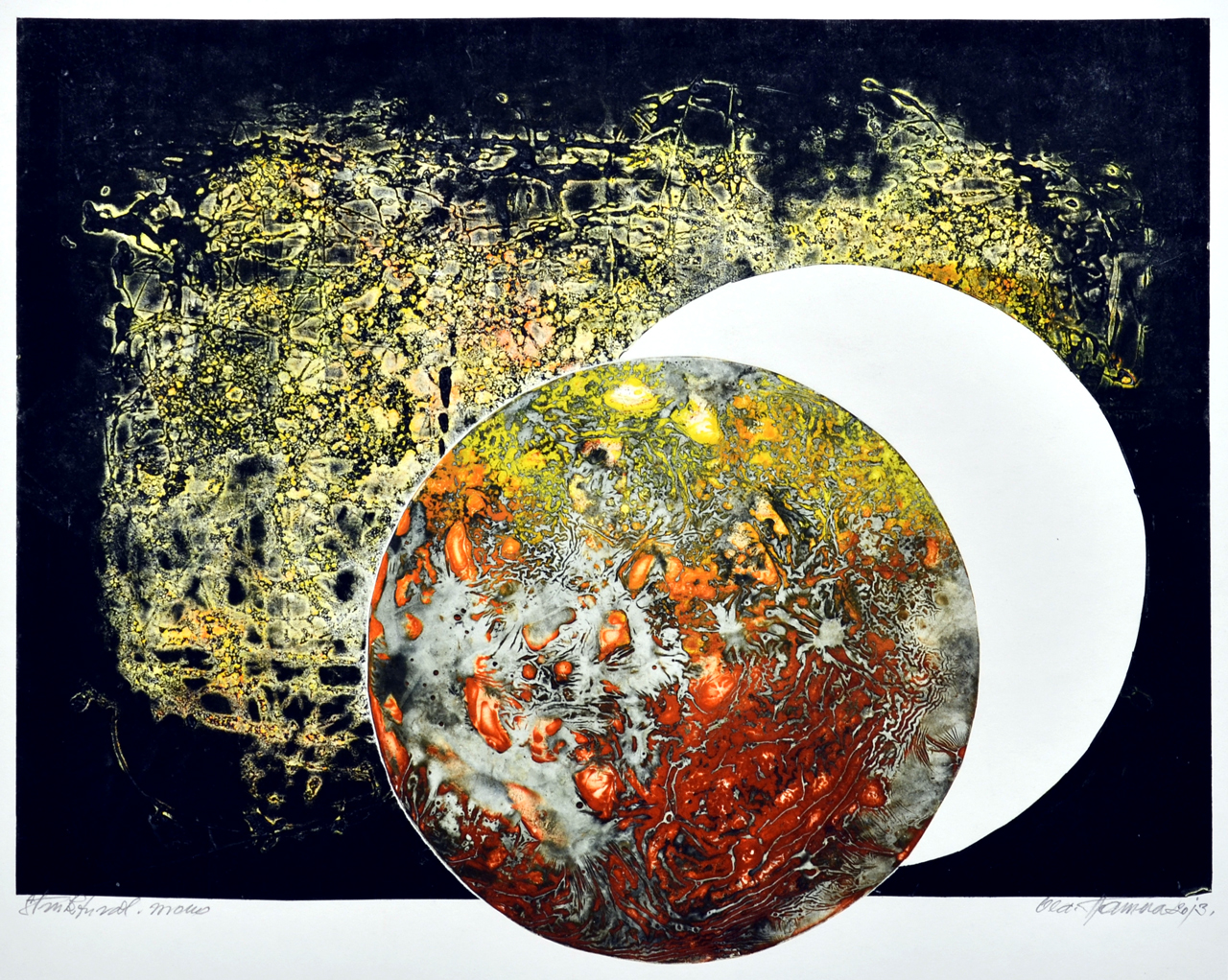
Planeta, strukturální monotyp, 2013

Oldřich Hamera byl také autorem několika grafických značek, výzdoby reprezentačních místností, TV Nova a dalších realizací.
Grafiky Olřicha Hamery očima Bohumila Hrabala (z úvodu k výstavě 1975)
„V Hamerových monotypech lze vystopovat mokrost jeskyní, ve kterých bydlí macarát, zápasy mikrobů a plísní, vůni slisované fauny a flóry hornických šachet, kde kape ze stěn a v koutě se lesknou změtené dráty a kabely. Avšak téměř v každém Hamerově monotypu je trilobit, ten krásný pozdrav z prvohor, otisk, které se podobá lidskému kostlivci, rozdrcenému hornickému kahanci, šněrování husarského kabátce, trilobit jako Hamerův podpis a znělka, která obloukem přešla do barrandovských skal a odtud do Hamery a přes jeho ruce do grafiky.“
(Bohumil Hrabal: Pocta Barrandovi)

### Typografické práce
Oldřich Hamera se jako typograf podílel na úpravě katalogů a sborníků vydaných nakladatelstvím Ztichlá klika a na publikacích nakladatelství Pražská imaginace věnovaných Vladimíru Boudníkovi.

### Vydavatel (výběr)
- K. H. Mácha (deníky Karla Hynka Máchy s ilustracemi Jiřího Koláře), 40 s., samizdat, 1976
- Boudník, Vladimír: Corpus delicti, 1974, samizdat
- Ladislav Klíma: Cholupický den, 1976, samizdat
- Pravoslav Kotík: Portrét českého umělce, 1976, samizdat, sestavil, úvodní text napsal Bohumil Hrabal
- Vzpomínka na Jaroslava Kladivu, s texty Karla Marysky „Za Ph. Dr. Jaroslavem Kladivou“ a 	Hrabalova literární koláž „Svěcení jara“, 1987, samizdat
- Hrabal, Bohumil: Milostný dopis, Věštba, 1987, samizdat, s vlastní roláží
- Hrabal, Bohumil: Labuť avonská, 1989, samizdat
- Jiřímu Koláři k 75. narozeninám, s texty Jana Skácela „Poděkování“, „Není dne“ Karla Šiktance, „Dopis příteli“ Bohumila Hrabala a „Zprávu o kavárně Slavia“ Ludvíka Vaculíka, s vlastním monotypem: Pocta Jiřímu Kolářovi s motivem Johna Bulla a roláží Jiřího Koláře.
- Pocta Vladimíru Boudníkovi, 1989, samizdat
- Josef Jíra :60, 1989, samizdat
- Hrabal, Bohumil: Grayhound story, 1989, samizdat
- Hrabal, Bohumil: Hrabala, Dopis Dubence z listopadu 1989, samizdat
- Michael Rittstein, kresby Michaela Rittsteina, osmdesátá léta
- Klíma, Ladislav: Jsem absolutní vůle, datace nečitelná, společně s V. Zadrobílkem
- Váchal, Josef: Vademecum, Praha 1978, společně s V. Zadrobílkem
- podíl na přípravě: Nezval, Vítězslav: Sexuální nokturno, samizdat, nedatováno

Montáže na knihách
- Josef Váchal - Očarovaná Šumava. První vydání nepublikovaného textu. Tisk Mirek Bujárek, grafická úprava V. Z., montáž Oldřich Hamera. Náklad 110 výt., vydáno r. 1985
- Josef Váchal - Orbis pictus. Faksimile Váchalova tisku (mírně zmenšeno) z r. 1932. Obálka vydavatel, náklad 120 výt. Montáž litografií Oldřich Hamera. Před doslovem vydavatele foto Bohdana Holomíčka. Vyšlo r. 1985

### Ilustrace
- Zapletal Zdeněk: Born in ČSR, aneb, Vekslštůbe cimrfraj, Akropolis Praha 1994, ISBN 80-85770-10-5
- Pilzová Markéta: Stigmata duše, Eminent Praha 2000, ISBN 80-7281-040-5
- Kuchař Jiří: Santo Daimé - Posleství z druhého břehu, Praha 2001, ISBN 80-7281-063-4
- Pilzová Markéta: Fénix, Eminent Praha 2002, ISBN 80-7281-098-7
- Holan Vladimír: Noc s Hamletem, Dokořán Praha 2004, ISBN 80-86569-19-5
- Brzáková Pavlína: Modřínová duše, Eminent Praha 2004, ISBN 80-7281-194-0
- Brzáková Pavlína: Dva světy, Eminent Praha 2008, ISBN 978-80-7281-370-4
- Cílek, Václav: Kameny a hvězdy, Dokořán Praha 2014, ISBN 978-80-7363-603-6

Ilustrace na přebalu
- Dubský Ivan: Diskurs na téma jedné Klímovy věty a jiné eseje, Pražská imaginace 1991, ISBN 80-7110-034-X
- Boudník, Vladimír: Z literární pozůstalosti, Pražská imaginace 1993, ISBN 80-7110-118-4
- Boudník, Vladimír: Z korespondence I, (1949-1956), Pražská imaginace 1994 , ISBN 80-7110-140-0
- Boudník, Vladimír: Z korespondence II, (1957-1968), Pražská imaginace 1994, ISBN 80-7110-141-9
- Popel Richard: Paradýzo ztracené a znovunalezené, Akropolis Praha 2000, ISBN 9788086903798

### Restaurování (výběr)
- Spořitelna v Rytířské ulici – vstupní portály s balustrádou
- Hotel Merkur – realizace kamenných sloupů v atriu restaurace
- Staroměstská radnice – náhrada žeber v neogotických oknech
- Strahovský klášter – kamenické práce pro řád premonstrátů
- Divadlo F. Kafky – restaurování kamenných prvků
- Dům U Bílého koníčka v Karlově ulici – obnova gotického schodiště
- Budova banky Na Příkopech – restaurování žulového obkladu
- Zámek Lemberk – osazení barokních oken a ostění, kamenické a štukatérské práce
- Radnice v Žatci – obnova gotických žeber ve vstupní části budovy
- Morový sloup v Holýšově (společně s Tomášem Raslem a Janou Kremanovou)

### Návrhy a realizace
- 1979 Výstava: Výtvarné umění a hudba, Divadlo hudby, společně s Vladimírem Léblem, předáno do Nadace paní Martinů
- 1989 Realizace reprezentačních místností firmy Pragomont, řešení a výzdoba interiéru, užitkové předměty
- 1995 Výzdoba reprezentačních místností TV Nova
- 1997 Účast na výzdobě Čs. Spořitelny
- 1998 Účast na výzdobě banky, Národní třída, Perštýn
- 1998 Návrh a účast na realizaci velkoplošné malby na zdi Obvodního úřadu pro Prahu 10, s žáky VŠUP
- 1999 Účast na výzdobě První pražské plynárenské
- 2005 Výzdoba advokátních kanceláří Havel, Kuchař, Ryšavá a partneři s.r.o.

### Zastoupení ve sbírkách
- Národní galerie v Praze
- Pratt Graphics Center v New Yorku
- Oblastní galerie v Liberci
- Galerie Benedikta Rejta v Lounech
- Galerie výtvarného umění v Chebu
- Vlastivědné muzeum v Nymburce
- Sbírka Pražské plynárenské
- Soukromé sbírky doma a v zahraničí

### Výstavy

#### Autorské
- 1967	Mikrobiologický ústav Československé akademie věd, Praha
- 1970	Oblastní galerie Liberec
- 1976 	Sbírky, Výzkumný ústav veterinární, Brno
- 1976	Paměť hmoty, Divadlo hudby, Praha
- 1979	Monotypy, Ústřední ústav geologický Československé akademie věd, Praha
- 1990	Divadlo Na Chmelnici, Praha
- 1996	Duna Muzeum, Esztergom, Maďarsko
- 1998	Kameny, Hamera, Mácha, Suchardův dům, Nová Paka
- 1999	Fosilie se sbírek Severočeského muzea – Oldřich Hamera „Monotypy“; Severočeské muzeum, Liberec
- 2000 	Galerie Ungula, Praha
- 2000	Literární kavárna u Řehoře Samsy, Praha
- 2002	Máchův Máj, Boží mlýn, Praha
- 2003	Monotypy, radnice, Frýdlant
- 2003	Literární kavárna, Praha
- 2004	Galerie Efram, Mikulov
- 2005	Máchův Máj, Průmyslový palác, Praha, (společně s horoskopy Pavla Turnovského)
- 2005	Výstava ilustrací ke knize Pavlíny Brzákové Modřínová duše, Severočeské muzeum v Liberci
- 2006	Derealizace Barrandienu, Palác Akropolis, Praha
- 2006	Monotypy O. Hamera, Průmyslový palác, Praha (v rámci Esoterického veletrhu v Praze)
- 2006	Oldřich Hamera. K nedožitým sedmdesátinám, Palác Lucerna, Praha
- 2013	Oldřich Hamera. K dožitým sedmdesátinám, Galerie Ztichlá klika, Praha
- 2014	Grafiky Olřicha Hamery očima Bohumila Hrabala, České centrum, Mnichov, SRN
- 2014	Barrandien očima Oldřicha Hamery, Vlastivědné muzeum v Berouně
- 2014	Máchův Máj v monotypech Oldřicha Hamery, Knihovna K. H. Máchy, Litoměřice
- 2015	Vrásnění. Grafická tvorba Oldřicha Hamery, Galerie Smečky, Praha
- 2015	Oldřich Hamera. Máchův Máj v monotypech, Památník K. H. Máchy v Doksech

#### Společné
- Oldřich Hamera se zúčastnil od roku 1967 desítek společných výstav, výběr viz abART [5]

#### Katalogy
- Oldřich Hamera: Monotypy, 1979, Hrabal Bohumil , Kroutvor Josef, kat. 16 s., Ústřední ústav geologický, Praha
- Oldřich Hamera: Monotypy, 1979, Caillois Roger , Kroutvor Josef, kat. 4 s., Divadlo hudby, Praha
- Oldřich Hamera: Monotypy, 1988, Rous Jan, kat. 4 s., Divadlo Na Chmelnici, Praha
- Vysočanský okruh Vladimíra Boudníka, Machalický Jiří, Hrabal Bohumil, kat. 58 s., Národní galerie v Praze a Galerie hlavního města Prahy, Praha 1992
- Oldřich Hamera, 2014, Rak Štěpán, Čapková Eva, Cílek Václav, kat. 32 s., Beroun 2014
- Vrásnění. Grafická tvorba Oldřicha Hamery, Čapková Eva, kat. nečíslováno, Galerie Smečky, Praha 2015
- Oldřich Hamera a přátelé. Recyklace. text Lubomír Krupka, Miroslava Krupková, Eva Čapková, Hana Klimešová, Oldřich Hamera, 87 s., Galerie Maldoror Praha 2021, ISBN 978-80-903469-8-7

#### Články
- Hamera Oldřich, Popel Jiří, Placák Jan, Stankovič Andrej, Fecurka Konstantin, Groch Erich, Stryko Marcel, Ztichlá klika 1, samizdatová antologie, 140 s., vydal Jan Placák, Ztichlá klika, Praha
- Karlík Viktor, Hamera Oldřich, Placák Jan, On mně tu satinýrku dal (RR interview), Revolver Revue 29,1995/09, 192-210
- Cílek Václav: Kameny za času snění. Slovo ke katalogu výstavy Oldřicha Hamery. Minerál, Roč. 6, č. 1 (1998), s. 57-58.

#### Publikace
- Karel Hynek Mácha, Máj, Oldřich Hamera, monotypy, nakl. Triáda, 2010, ISBN 978-80-87256-40-4
- Nešlehová Mahulena, Poselství jiného výrazu (Pojetí informelu v českém umění 50. a první poloviny 60. let), Artefact, Praha 1997, ISBN 80-902160-0-5